# Péter Niedermüller
Dans le nom hongrois Niedermüller Péter, le nom de famille précède le prénom, mais cet article utilise l’ordre habituel en français Péter Niedermüller, où le prénom précède le nom.
Péter Niedermüller, né le 3 novembre 1952 à Budapest, est un homme politique hongrois membre de la Coalition démocratique (DK).

## Biographie
Il est élu député européen le 25 mai 2014 pour la 8e législature du Parlement européen, durant laquelle il siège au sein de l'Alliance progressiste des socialistes et démocrates au Parlement européen (S&D). Il est ensuite élu maire du 7e arrondissement de Budapest.
Il est de confession juive.